# Mary Pickfordová
Mary Pickfordová, rozená Gladys Louise Smith (8. dubna 1892 Toronto – 29. května 1979 Santa Monica) byla kanadsko-americká filmová herečka, producentka, scenáristka a spisovatelka, jedna z prvních velkých filmových hvězd v historii světové kinematografie, držitelka (v pořadí druhého) Oscara za nejlepší ženský herecký výkon v hlavní roli z roku 1929. Jedná se o jednu z 36 lidí, kteří založili Akademii věd a umění (angl. Academy of Motion Picture Arts and Sciences).

## Divadlo
Její otec byl dělník, zemřel na následky pracovního úrazu, když jí byly čtyři roky a rodina se ocitla bez finančních prostředků. Její matka byla divadelní herečka, díky svým známostem zajistila svým dětem angažmá u divadelní společnosti, která potřebovala dětské herce. V divadle v Torontu pak v hrála společně se svojí sestrou a bratrem již od útlého dětství. S dospíváním začalo divadelních rolí ubývat, a tak ve svých 14 letech odešla do New Yorku, kde zpočátku znovu hrála v divadle na Broadwayi. Nicméně ani zde neměla mnoho štěstí, proto odešla do Hollywoodu, kde začala pracovat jako filmová herečka (v rané éře němého filmu byla profese herce v kinematografii považována za podřadné umění).

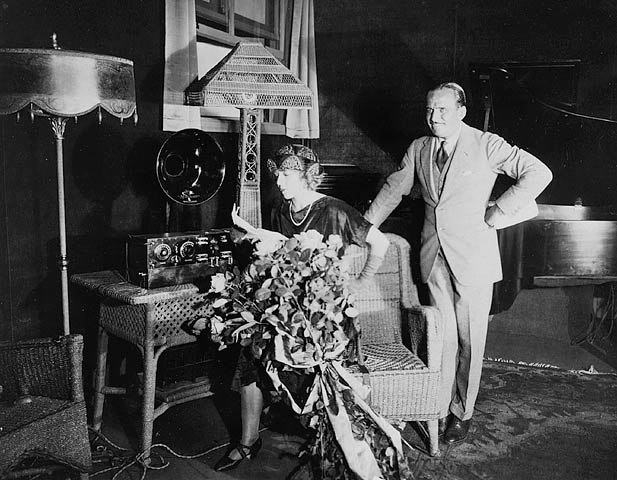
Mary Pickfordová se svým druhým manželem hercem Douglasem Fairbanksem

## Film

### Herečka
V Hollywoodu začala hrát ve filmové společnosti Adolpha Zukora Famous Players Film Company. Toto období označovala za nejlepší léta svého života. Její popularita velmi rychle stoupala a v roce 1920 byla již velmi populární filmovou hvězdou. Přechod do éry zvukového filmu jí zajistil Oscara za nejlepší ženský herecký výkon v hlavní roli za snímek Koketa z roku 1929, přesto tento přechod byl předzvěstí konce její kariéry, hrála již pouze v pěti zvukových filmech. V roce 1934 svoji filmovou kariéru definitivně ukončila a věnovala se pouze producentské a spisovatelské činnosti.

### Producentka
V roce 1918 si založila vlastní filmovou společnost Mary Pickford Film Corporation. V roce 1919 společně s Charliem Chaplinem, Douglasem Fairbanksem a D. W. Griffithem spoluzaložila společnost United Artists. Svůj podíl ve společnosti v roce 1953 spolu s Charlesem Chaplinem prodala.

## Ocenění
- 1929 – Oscar za nejlepší ženský herecký výkon v hlavní roli
- 1976 – Oscar za celoživotní dílo